# Le Chateley
Le Chateley ist eine französische Gemeinde im Département Jura in der Region Bourgogne-Franche-Comté. Sie gehört zum Arrondissement Dole und zum Kanton Bletterans.
Die Nachbargemeinden sind: Biefmorin im Norden, Colonne im Osten und im Süden, Chemenot im Südwesten und Champrougier im Westen
Le Chateley wird vom Flüsschen Bief d’Ainson in einem Bogen von Nordwest nach Südwest umflossen.

## Bevölkerungsentwicklung
| Jahr                       | 1962 | 1968 | 1975 | 1982 | 1990 | 1999 | 2006 | 2008 | 2017 |
| -------------------------- | ---- | ---- | ---- | ---- | ---- | ---- | ---- | ---- | ---- |
| Einwohner                  | 72   | 67   | 57   | 73   | 77   | 77   | 82   | 84   | 87   |
| Quellen: Cassini und INSEE |      |      |      |      |      |      |      |      |      |